# Jorge Enrico
Jorge Enrico (n. 1940) es un militar argentino en situación de retiro con el grado de almirante. Fue jefe del Estado Mayor Conjunto de las Fuerzas Armadas (JEMCFFAA) desde el 23 de octubre de 1996 hasta el 27 de agosto de 1997.

## Carrera
Jorge Enrico asumió como jefe del Estado Mayor Conjunto de las Fuerzas Armadas (JEMCFFAA) el 23 de octubre de 1996. Reemplazó al teniente general (RE) Mario Cándido Díaz.
El 20 de enero de 1997 fue promovido por el poder ejecutivo al grado de almirante.
El 21 de agosto de 1997, Enrico renunció a la Jefatura del Estado Mayor Conjunto. El almirante manifestó estar en desacuerdo con los efectos de una reorganización del EMCFFAA impuesta por el ministro de Defensa Jorge Domínguez. Argumentó que atentaba contra la eficiencia del organismo. Su alejamiento estuvo aparejado por el del excomandante de la Aviación Naval, contraalmirante (R) Basilio B. Pertiné.
El general Carlos María Zabala del Ejército Argentino reemplazó interinamente al almirante Enrico. El 27 de agosto, el presidente Carlos Menem emitió un decreto por el cual cesó oficialmente en sus funciones a Enrico, además de ponerlo en retiro efectivo.
En 1999, el capitán de corbeta Adolfo Scilingo declaró que Jorge Enrico participó de los vuelos de la muerte.